# Брајковац (Пријепоље)
Брајковац је насеље у Србији у општини Пријепоље у Златиборском округу. Према попису из 2022. било је 26 становника (према попису из 2002. било је 87 становника), док је према попису из 1948. године било 297 становника.
Брајковац се граничи: западно са селима Граб из општине Бијело Поље и Бреза у општини Пљевља, која припадају Црној Гори, северно с Каменом гором, источно са Ртима и Матаругама, и јужно с Комараном, који припадају општини Пријепоље.
Налази се у брдовитом подручју, на надморској висини од око 900 метара и преовладава крашко подручје, с већим бројем извора и понора, мањим бројем потока и једном речицом на којој су биле изграђене воденице. Највећим делом Брајковац је покривен буковом шумом, нешто брезом и на већој надморској висини четинарима, прошараних голетимам на којима је ниско растиње (клека). Земљиште је углавном неплодно и претежно последња класа, сем котлина. Највише одговара сточарству, због огромног ненасељеног простора, великих површина крша с ниским растињем и пространих ливада.
Од житарица се углавном сеју јечам, раж и овас (зоб), од поврћа успевају кромпир, пасуљ и купус, а од воћа успевају јабуке, крушке и трешње.
Клима у Брајковцу је континентална, лета су претежно сунчана са температуром од 20 до 30 °C, а пролећа и јесени су кишовити са температуром од 10 до 15 °C. Зиме су дуге и хладне и трају скоро шест месеци с високим снегом и температуром од -4 до -10 °C.
Брајковац је по површини веће село и захвата 1399 ha, планинског је типа са слабо развијеном путном мрежом. Ужи, насељени део Брајковца, налази се око путева и карактеришу га разбацане куће (домаћинства), око којих су изграђене штале, амбари, колибе и остали помоћни објекти. Подељен је на Горњи и Доњи Брајковац, а ту су још и Баковићи и Поткрш, које од Горњег и Доњег Брајковца дели поток.
У Горњем и Доњем Брајковцу живе искључиво Дробњаци и имају заједничко гробље.

## Историја
Брајковац или Брајково се први пут помиње у турским тефтерима, у катастарском попису 1477. године: „У нахији (област) Милешева, у цемату (катуну) Иваниша, који је летовао на простору данашњих села Матаруге и Брајковац уписан је Ђурађ син Брајка“. Управо по Брајку, који се за стално населио на овим просторима, село је добило име Брајковац.
Брајковац, као и пријепољска околина, био је познат у прошлости по старим сеобама становништва (трансмиграциона зона), које се ту задржавало краће или дуже време.
У илирско доба живело је илирско племе Ауријати, о чему сведочи више трагова. У римско доба, крај је припадао Далмацији у којој су Римљани потискивали староседелачко становништво у брдско-планинска подручја. Доласком Словена област је припадала првој српској држави Рашкој, којом су владали Немањићи. Слабљењем српске државе, шездесетих година 15. века Турци су освојили подручје и прикључују га „Вилајету Херцеговина“. О томе говори тефтер из 1477. године у коме је садржан најстарији попис становништва.
Садашње становништво населило је Брајковац и околину после Велике сеобе Срба 1690. године, када се скоро све становништво Санџака и околине, одселило или променило, веру због мучења и злостављања од стране турске власти.
Живот у Брајковцу одувек је био тежак. Најтеже се живело за време турске владавине, а сећања и приче старих људи говоре да се све сводило на борбу за опстанак и на плаћање пореза, којих је било чак 17 врста, а најзначајнији су били: „Златна меџедија“ за мушку главу, „Бијела (сребрна) меџедија“ за женску главу, порез од рођења до смрти, за женидбу, удају и за свако рођено дете. Плаћао се порез од прихода са земље, односно трећина сена и четвртина жита које су аге скупљале и врле на брду званом „Агино гувно“. Поред пореза постојала је обавеза рада и служења код аге, где су кориштени за најтеже радове. Сакупљали су Србе да им косе, и то најчешће на ливади званој "Сјенокоси“. Када су Срби ишли у куповину, морали да се крећу по групама и плаћају виђеније Турке, ради заштите. Једном приликом одласка у Пазар, ради куповине кукуруза и соли, обесни Турци су напали из заседе, што је за исход имало мртве и рањене, са обе стране. Када би ага долазио код домаћина, обавезно је морала да му се послужи најбоља храна. У једној таквој прилици ага је изјавио: „Тако ми турске вјере, вјера ми дозвољава да ти овим тигањем (у коме је била цицвара) разбијем главу без икаквог разлога“. Због оваквог односа Турака према Србима, много снажнији и слободнији Срби су се организовали у комите, вршлили препаде на Турке и редовно помагали хајдучке чете из Херцеговиен и Црне Горе .
Балканским ратом 1912. године све војноспособно мушко становништво је учествало у ослобађању од турске власти. После ослобађања од Турака побољшао се живот у Брајковцу. Сељаци су постали власници земље, а државне дажбине су смањене.
Нападом аустроугарске војске на Србију 1914. године мобилисани су сви војноспособни мушкарци за одбрану отаџбине, док су муслимани масовно одлазили у редове аустроугарске војске, чак је један део организовао и муслиманску милицију.
Други светски рат је такође почео мобилизацијом. До слома, односно потписивања капитулације Краљевине Југославије, највећи део војника се вратио кући. Један број је заробљен и у немачке логоре, где су остали до краја рата. Део Брајковчана се прикључио НОВ - партизанским одредима, где су учествовали у ослобођењу Југославије.
Не само због ратова и лоших услова живота, већ и због разних заразних болести (епидемија), које су често харале, између осталог, јер није било лекара, изгубљени су многи људски животи. Памте се породице, које су у веома кратком временском периоду сахрањивале и по више својих чланова, а најчешће малолетну децу.
Живот у Брајковцу се веома споро побољшавао. Производило се све: од обуће (кожних опанака), одеће, хране, до пољопривредних алатки за земљорадњу, највећим делом за личне потребе. Због примитивне обраде земље приноси су били слаби, па су сиромашни родитељи давали своју децу у најам да би се прехранили. Многи су надничили (радили) по цео дан за две оке (2,4 килограма) жита.
И поред тешких услова живота, број становника и домаћинстава се повећавао. Земља је временом добила на цени, пошто је деобом домаћинстава и имања, у Брајковацу постаојлаа све мања могућност да се целокупно становништво прехрани и поред великих површина ненасељеног простора. Сви родитељи увек су настојали да своју децу школују и запосле, јер су процењивали да деобом међу мушком децон, имања постају премала за живот и заснивање нове породице. Плодне и обрадиве земље било је мало, а принос је зависио и од кише.
Данас, услед негативних демографских кретања, становништво Брајковца сачињавају, највећим делом старије особе.

## Школа
У Брајковцу се налази издвојено одељење Основне школе „Светозар Марковић“, удаљено 21 km од матичне школе у Бродареву. Основана је 1945. године. Настава је првобитно организована у кући Радоја Дробњака. Прва учитељица у школи била је Милка Љуштановић, из Пријепоља. Школска зграда, која се и данас користи је изграђена је 1956. године. Током свог постојања је више пута мењала статус. До 1960. године школа је радила као самостална и носила назив Народна основна школа и Основна школа, а 1960. је припојена матичној школи у Комарану. Две године касније, 1962. је припојена матичној школи у Бродареву са статусом издвојеног одељења. Од 1964. до 1979. године поново је враћена матичној школи у Комарану. Од 1979. године припојена је матичној школи у Бродареву и тај статус је задржан до данас.
За 67 година рада четворогодишње школовање завршило је скоро 300 ученика.
Данас школа има само једног ученика.

## Демографија
У насељу Брајковац живи 72 пунолетна становника, а просечна старост становништва износи 46,4 година (44,0 код мушкараца и 49,0 код жена). У насељу има 27 домаћинстава, а просечан број чланова по домаћинству је 3,22.
Ово насеље је углавном насељено Србима (према попису из 2002. године).
|  |

| Демографија | Демографија | Демографија |
| Година      | Становника  | Становника  |
| ----------- | ----------- | ----------- |
| 1948.       | 297         |             |
| 1953.       | 324         |             |
| 1961.       | 327         |             |
| 1971.       | 303         |             |
| 1981.       | 247         |             |
| 1991.       | 145         | 145         |
| 2002.       | 87          | 87          |

| Етнички састав према попису из 2002.‍ | Етнички састав према попису из 2002.‍ | Етнички састав према попису из 2002.‍ | Етнички састав према попису из 2002.‍ | Етнички састав према попису из 2002.‍ |
| ------------------------------------ | ------------------------------------ | ------------------------------------ | ------------------------------------ | ------------------------------------ |
|                                      |                                      |                                      |                                      |                                      |
| Срби                                 | Срби                                 |                                      | 78                                   | 89,65%                               |
| Муслимани                            | Муслимани                            |                                      | 9                                    | 10,34%                               |
| непознато                            | непознато                            |                                      | 0                                    | 0,0%                                 |

| Година пописа     | 1948. | 1953. | 1961. | 1971. | 1981. | 1991. | 2002. |
| ----------------- | ----- | ----- | ----- | ----- | ----- | ----- | ----- |
| Број домаћинстава | 44    | 44    | 46    | 45    | 45    | 41    | 27    |

| Број чланова      | 1 | 2 | 3 | 4 | 5 | 6 | 7 | 8 | 9 | 10 и више | Просек |
| ----------------- | - | - | - | - | - | - | - | - | - | --------- | ------ |
| Број домаћинстава | 5 | 8 | 8 | 0 | 1 | 1 | 2 | 1 | 1 | 0         | 3,22   |

| Пол    | Укупно | Неожењен/Неудата | Ожењен/Удата | Удовац/Удовица | Разведен/Разведена | Непознато |
| ------ | ------ | ---------------- | ------------ | -------------- | ------------------ | --------- |
| Мушки  | 38     | 14               | 20           | 3              | 0                  | 1         |
| Женски | 36     | 6                | 19           | 11             | 0                  | 0         |
| УКУПНО | 74     | 20               | 39           | 14             | 0                  | 1         |

| Пол    | Укупно                    | Пољопривреда, лов и шумарство | Рибарство                            | Вађење руде и камена | Прерађивачка индустрија       |
| ------ | ------------------------- | ----------------------------- | ------------------------------------ | -------------------- | ----------------------------- |
| Мушки  | 20                        | 16                            | 0                                    | 0                    | 2                             |
| Женски | 13                        | 10                            | 0                                    | 0                    | 3                             |
| УКУПНО | 33                        | 26                            | 0                                    | 0                    | 5                             |
| Пол    | Производња и снабдевање   | Грађевинарство                | Трговина                             | Хотели и ресторани   | Саобраћај, складиштење и везе |
| Мушки  | 0                         | 0                             | 1                                    | 0                    | 0                             |
| Женски | 0                         | 0                             | 0                                    | 0                    | 0                             |
| УКУПНО | 0                         | 0                             | 1                                    | 0                    | 0                             |
| Пол    | Финансијско посредовање   | Некретнине                    | Државна управа и одбрана             | Образовање           | Здравствени и социјални рад   |
| Мушки  | 0                         | 0                             | 0                                    | 1                    | 0                             |
| Женски | 0                         | 0                             | 0                                    | 0                    | 0                             |
| УКУПНО | 0                         | 0                             | 0                                    | 1                    | 0                             |
| Пол    | Остале услужне активности | Приватна домаћинства          | Екстериторијалне организације и тела | Непознато            | Непознато                     |
| Мушки  | 0                         | 0                             | 0                                    | 0                    | 0                             |
| Женски | 0                         | 0                             | 0                                    | 0                    | 0                             |
| УКУПНО | 0                         | 0                             | 0                                    | 0                    | 0                             |